# Сорокин, Вячеслав Александрович
Вячеслав Александрович Сорокин (род. 11 июня 1955) — советский и российский футбольный судья.

## Биография
В течение судейской карьеры Вячеслав Сорокин работал как в роли ассистента, так и в роли главного судьи. С 1984 года обслуживал матчи второй лиги СССР в качестве ассистента, а в 1987 дебютировал в качестве главного арбитра. После распада СССР Сорокин стал работать ассистентом на матчах высшей лиги России и уже в 1992 году отсудил свой первый матч высшей лиги в качестве главного судьи: в матче второго этапа между камышинским «Текстильщиком» и волгоградским «Ротором» (1:0), он показал одну жёлтую карточку. В 1993 году Сорокин провёл ещё 8 матчей в высшей лиге в качестве главного судьи, но затем практически перестал привлекаться на матчи высшей лиги. Единственную за несколько лет встречу отсудил в 1996 году между КАМАЗом и «Спартаком-Аланией». При этом он продолжал работать главным арбитром на матчах низших лиг России и вплоть до окончания карьеры привлекался на игры высшей лиги в качестве ассистента. Завершил профессиональную карьеру в 2000 году в возрасте 45 лет.